# Mogyoród
Mogyoród nagyközség Pest vármegyében, a Gödöllői járásban, a budapesti agglomerációban.

## Fekvése
A község Budapesttől 18 kilométerre található az M3-as autópálya mentén, a Gödöllői-dombságban, a Mogyoródi-patak völgyében. Legmagasabb pontja a Somlyó-domb (Gyertyános 326 méter), amely már az sztrádáról is messziről látszik. Egyik határdombja a Kukukkhegy, továbbá Gödöllővel, Szadával, Veresegyházzal, Fóttal, Kerepessel és Csömörrel határos.
Fekvésének sajátossága, hogy a lüktető, mozgalmas főváros alig néhány percre van autóval, a település azonban megőrizte nyugodt, falusias légkörét. Éppen ezért egyre többen fedezik fel és használják ki az ebben rejlő adottságokat és költöznek ide.
Főutcája a 2101-es út; a Hungaroring létesítményeivel a 21 102-es, Szadával a 21 109-es út kapcsolja össze. Külterületének délkeleti szélét érinti a 2102-es út is. Belterületének nyugati részét az M3-as autópálya csomópontjával a 2139-es út köti össze. Határszélét délen érinti a 3-as főút és a 30 601-es számú mellékút is.
Lakott területei között elhalad a H8-as (gödöllői) HÉV vonala, melynek két megállási pontja van itt. Mogyoród HÉV-állomás a belterület keleti részén helyezkedik el, közúti elérését a 2101-es útból kiágazó 21 306-os számú mellékút biztosítja, Szentjakab megállóhely pedig a különálló Szentjakab-parkfalu településrész déli széle mellett található, közúti elérését csak önkormányzati utak biztosítják.

## Története

### A név eredete
A falu neve a mogyoróval, illetve a mogyoróbokorral kapcsolatos, hiszen mogyoród jelentése: „mogyoróban gazdag”. Mára már csak néhány mogyoróbokor maradt a nagyközség területén. Ezek közül egy a plébánia udvarában található.
A településnév történelmi dokumentumokon több formában is megjelenik: hazai oklevelekben Mogyoród néven, török adólajstromokon Magoród, Mogyorós, külföldi, egyházi okleveleken pedig Monorond, Mangerat, Munerod, Mamorade formákban.

### Mogyoród történelme

#### A mogyoródi csata

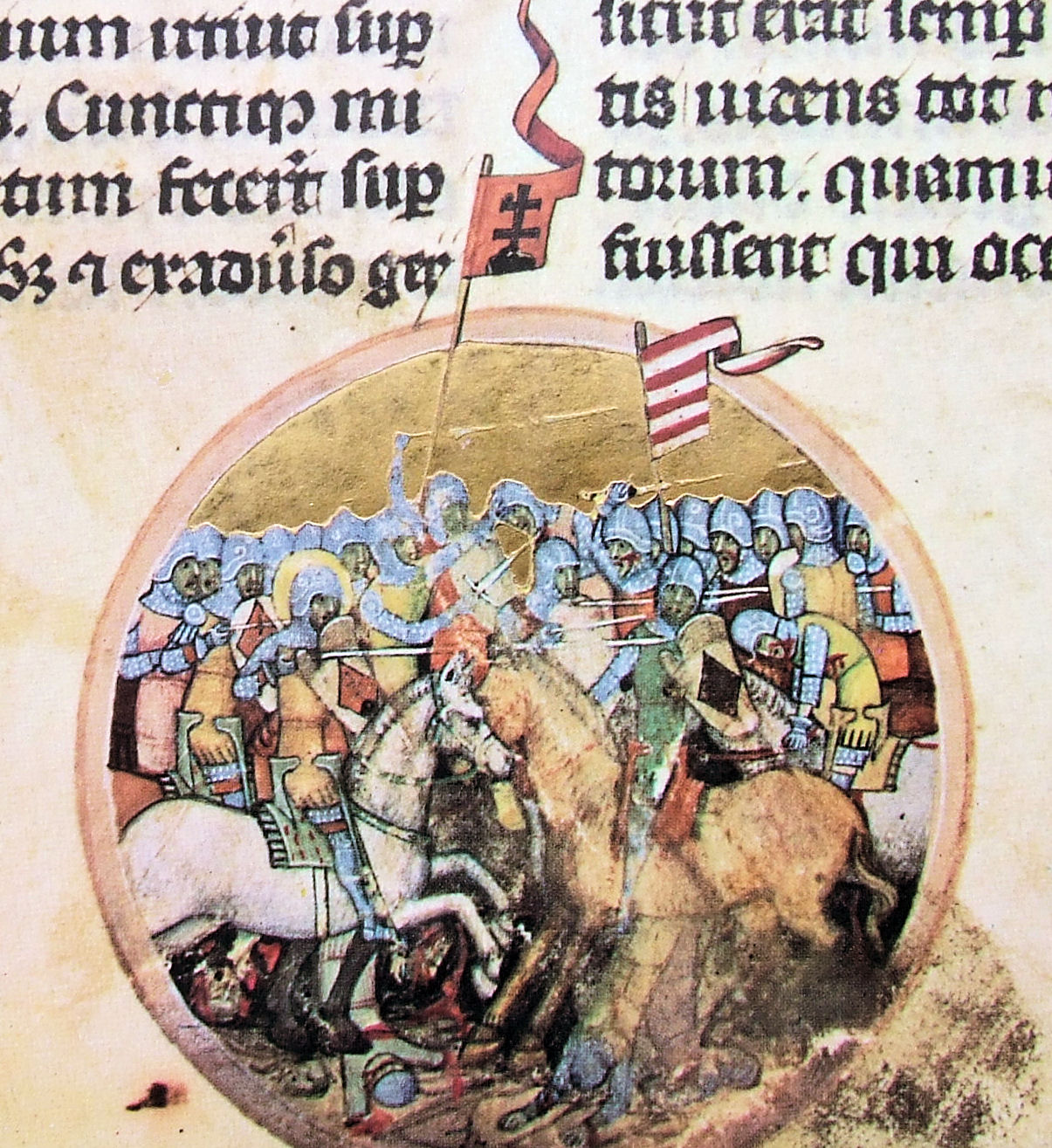
A csata ábrázolása a Képes krónikában

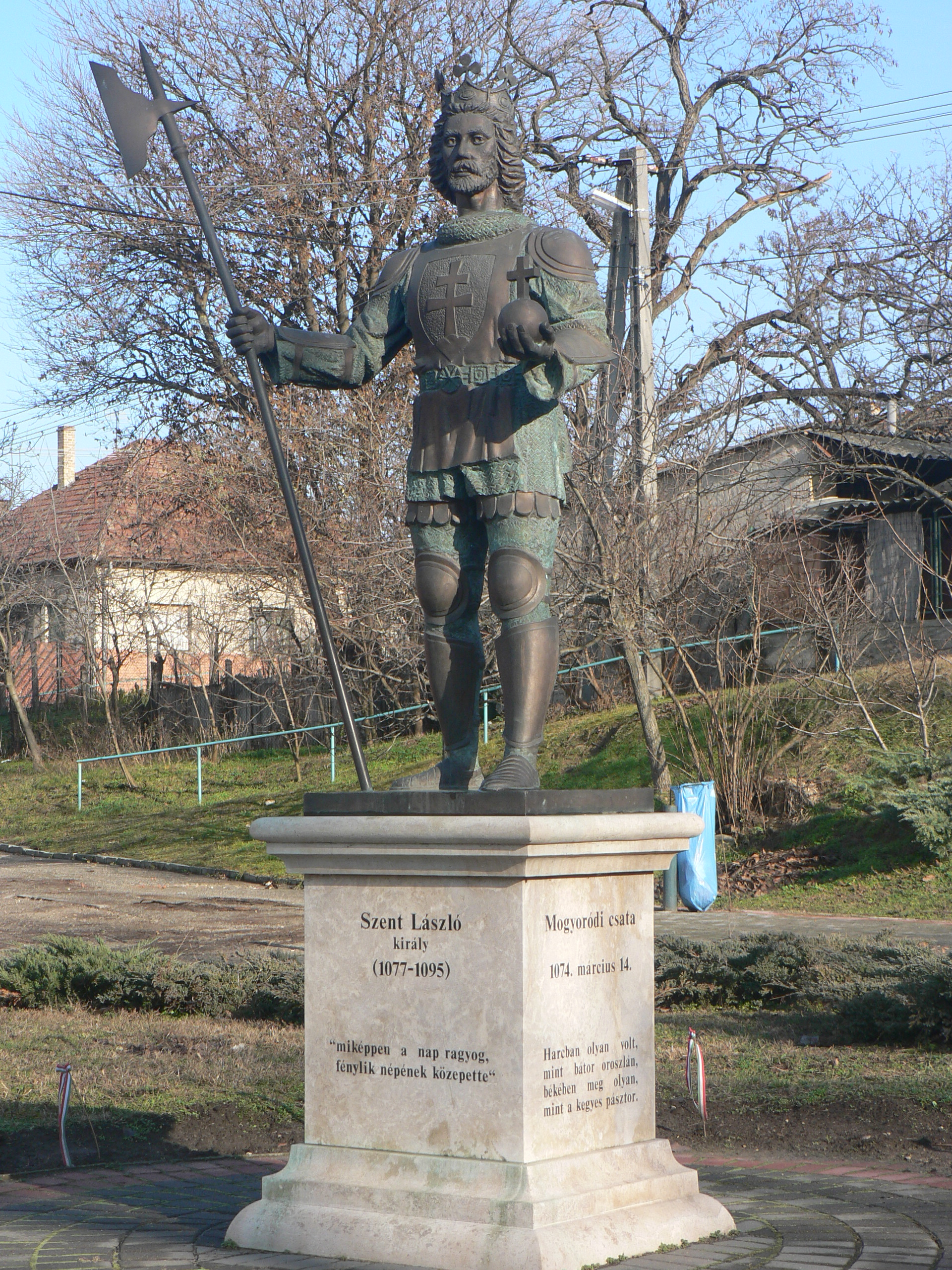
Szent László király szobra a mogyoródi csata emlékére Mogyoródon

A mogyoródi csatához kapcsolható, korban legközelebbi fennmaradt írásos emlék egy német császári oklevél 1074 végéről, mely ugyan a hely megjelölése nélkül, de Salamon vereséges ütközetéről is tudósít. Időben a következő forrásunk, mely a csatához kapcsolható maga a Képes krónika, melynek leírásából a következők állapíthatók meg.
A közvetlen környék egyetlen jelentős lakott helye Zymgota (Cinkota), melynek közelében van Monorod („mogyoróban gazdag”) hegy, ennek oldalában zajlott le a csata. A harcok helyét csak a csata után keletkezett tömegsír megtalálása esetén lehetne pontosabban behatárolni, mivel az egykori leírás a ma fennálló terepviszonyokra (leginkább az erdők és rétek elhelyezkedése miatt) nem alkalmazható teljes mértékben.
A csata előtt még Vácott megígérte Géza herceg, hogy győzelem esetén felépítteti a Váci egyházmegye székesegyházát Szűz Mária tiszteletére. László herceg közvetlenül az ütközet előtt – a látomásainak hatására – tett hasonló tartalmú fogadalmat Szent Mártonnak egy, a csata helyén építendő egyházról.
Az ütközet előtt Géza és László hercegek – ez utóbbi javaslatára – jelvényüket megcserélték, így megtévesztve az ellenséget, akik már tudták Lászlóról, hogy jobb stratéga, mint Géza, s ennek a cserének következtében olyan végzetes hadvezetési hibát követtek el, ami a hercegeknek juttatta az évtizedes vitát eldöntő győzelmet.
A Gesta Ladislai regis (László király cselekedetei) 12. század eleji krónika cselekménye a mogyoródi csata köré összpontosul.
A csata után a templom felépült a zsákmányból, Szent Márton tiszteletére.
A Képes krónika adatait átültetve a mai időszámításra, egyértelműen 1074. március 14. péntek határozható meg az ütközet időpontjaként.
A megépített létesítmény egy templom volt, amelyhez kolostor is csatlakozott. A Képes krónika szerint magát a monostort és annak apátját, csak 1235-ben említi először egy pápai oklevél. Tudván azonban, hogy az ilyen fogadalmi templom az istentiszteletek megfelelő, napi elvégzésére épült, és lakatlan helyen, ennek feltételei nem voltak biztosítottak. Ezért, mindig csatlakozott a templomhoz egy monostor, amelynek szerzetesei végezték a szertartásokat, és gondozták az épületet; ez viszont magával hozta a monostor melletti település kialakulását is.
Az épületek pontos helye Mogyoród esetében annyira behatárolható, hogy a mai település Klastromdomb, Templomhegy, illetve Kővár nevű részén keresendő, de a 18.-19. századi építkezések következtében jelenleg semmilyen rom nem látható. Amint azt ásatások bizonyítják, a 11.-12. században egy kisebb templomot építettek fel, ezt hamarosan elbontották, és falait, a háromhajós templom egy részét, mint alapot hasznosították. E háromhajós templom északi oldalán állt a kolostor, ennek alapfalait azonban a terepszint módosítása miatt már nem lehetett azonosítani.
A monostort kiszolgáló jobbágyok faluja rendszerint a monostor hegyének vagy dombjának aljában kapott helyet, ahol házaikon kívül saját temetővel, néhol külön templommal is rendelkeztek. A hívek lelkipásztori ellátása – annak ellenére, hogy a monostorokban papok is éltek – általában egyházmegyés papok feladata volt. Bár ismerünk olyan eseteket is, amikor az egyes településeken lakó szerzetesek a plébánia vezetését is felvállalták.
Mogyoród esetében – figyelembe véve a helyi domborzati és vízrajzi adottságokat – a középkori falu helyét a mai Dózsa György út mentén, és környékén lehet meghatározni, temetőjének helye talán a mai plébániatemplommal szemben, a patak és a Dózsa György út között, a Kisköz nevű átjáró közelében kereshető.

#### Tatárjárás
1241 márciusában a tatárok a bőséges zsákmány reményében támadást indítottak a falu és kolostora ellen, majd továbbhaladtak a Duna vonaláig és Vácot foglalták el. Mivel a Duna áthatolhatatlan akadályt jelentett a számukra, az év további részében a Dunától északra és keletre lévő területeket pusztították. 1242 februárjában, a folyó befagyását követően átkeltek rajta. A kényszerű várakozás idején a környék, tehát Mogyoród is újabb pusztításokat szenvedett el.
Ezek mértékét csak hozzávetőlegesen határozhatjuk meg: a lakosságnak 50-100%-át ölték meg, vagy hurcolták el, minden terményt és állatot elraboltak, minden éghetőt felgyújtottak.

#### A 14. század
A 14. század első harmadában a Mogyoródi apátság puszta léte is veszélybe került, de 
garamszentbenedeki apát és egy egri püspök munkálkodása nyomán 1338-1342 között új életre kelt. Az apátság egyre jelentősebbé vált, és mintegy hetvenéves virágzás következett: 1366-ban a rendi káptalan színhelye, majd a 15. század első negyedének végéig sok ügyben – mint a pápai megbízottak – jártak el az apátok.

##### 1403
A mogyoródi apát azzal a kéréssel fordult IX. Bonifác pápához, hogy erősítse meg az apátságot a 13 falura vonatkozó tizedszedési jogában. A pápa a döntéshozatallal a pilisi cisztercita apátság apátját bízta meg, akinek meg kellett vizsgálnia, hogy jogosan tart-e igényt a mogyoródi apátság a Pest megyében található Munerod, Tarcha, Zenthvid, Inarch, Hartan, Poltharaczthia, Swol, Sechan, Saach, Bikche, Folth, Norad és Baruk nevű településekben a tizedszedés jogára. Az apáti beterjesztés szerint az említett települések már olyan régóta tizedfizetők gabonában, borban, gyümölcsben, állatokban, hogy evvel ellentétes helyzetnek még emléke sincs.
Mogyoród nemcsak tizedfizető helye, hanem földesúri tulajdona is volt az apátságnak, mivel itt állt maga a monostor, és nem ismerünk senki más földbirtokost. Az apátság, vagy plébánia földtulajdonát 1291-ben, az apát jobbágyait pedig Szentjakab elfoglalása kapcsán 1363-ban többször említik. Eszerint a falu ide fizette a tizedet az egyházi, és a kilencedet, a világi földesúrnak, a természetbeni szolgáltatások mellett.

##### 1541
Valószínűleg Buda elestével egyidejűleg, tehát 1541 őszén került Mogyoród a törökök fennhatósága alá. Az apátsági vagyon ingóságai valószínűleg már 1480 körül idegen kézbe kerülve pusztulásnak indultak. A török megszállás idején érvényes rendelkezések tilalmazták a régi, keresztény templomok tatarozását, vagy újak építését, ami azok további romlását okozta. Ekkor a lakosság szinte egyöntetűen református volt, mint ahogy prédikátora is: e tény is siettette az apátsági épületek pusztulását.

#### A 17-19. század
1683-ban a település már igen gyéren lakott volt, sőt 1686-ban teljesen lakatlanná vált, majd tíz évig az is maradt, hiszen az 1690. évi népesség-összeíráson elhagyott helyként szerepel. A török kiűzése után a váci püspökség igényt tartott a területre, így került fennhatósága alá. Ezután lassacskán visszajöttek az emberek a faluba, s bár féltek visszatérni elhagyott otthonukba, lassan megkezdődött a falu újratelepülése. 1721-ben a családok száma még csak 21 volt, ami 1760-ra 81 lett. 1737-ben Mogyoródon a templomon és az iskolán végeztek javításokat, 1770-ben megépült a kálvária, majd 1771-ben új plébánia épült. (Ennek a falaihoz a monostorból bontott kőanyagot használták fel.) Az évek hosszú során folyamatos népességnövekedés volt tapasztalható, s így 1828-ra a település lélekszáma elérte az 1000-et.
Mogyoród az 1800-as évek végén mezőgazdasággal foglalkozó település volt.

#### A 20. század

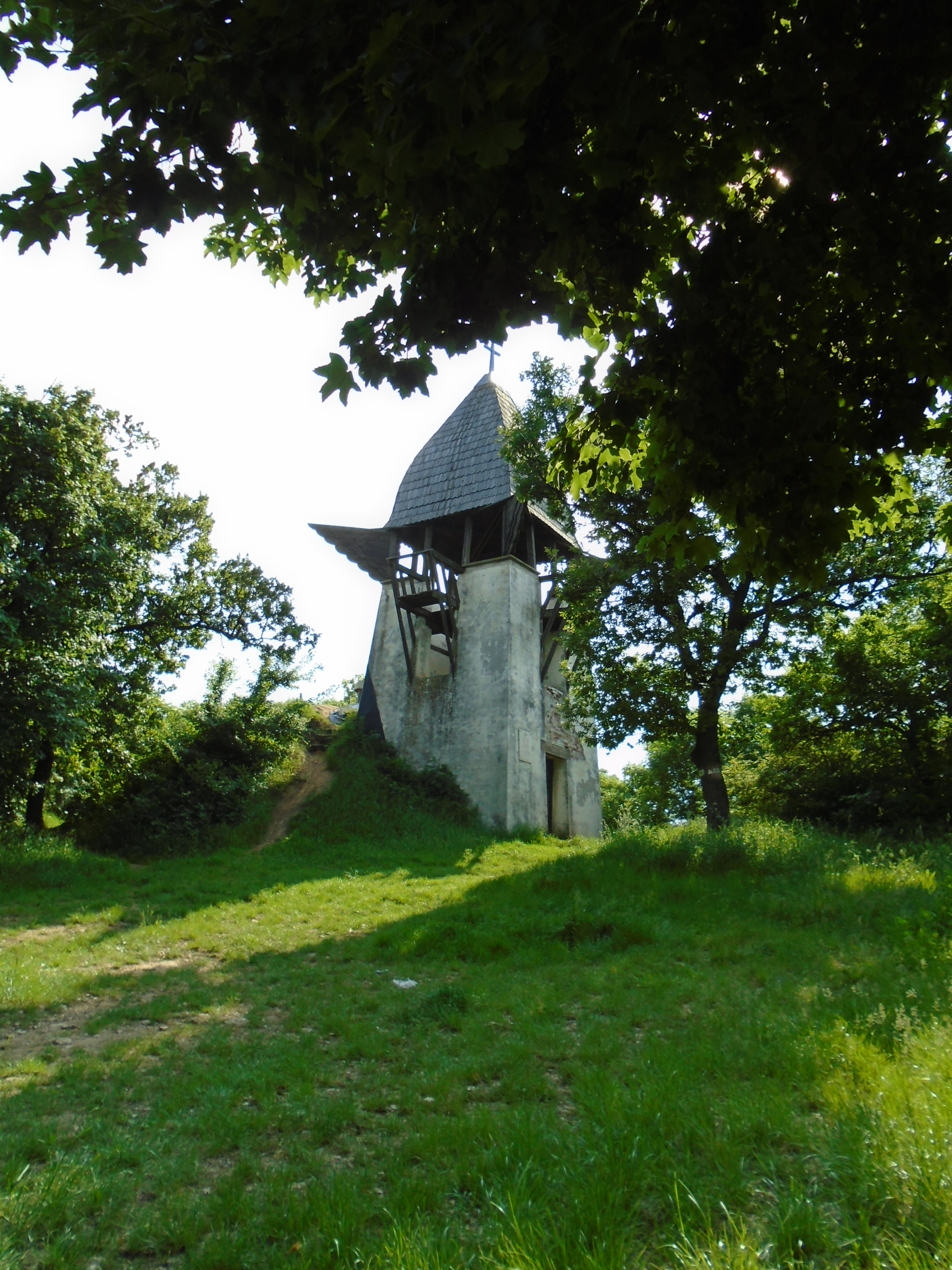
A Makovecz Imre tervezte Szent László-kilátó

Az első világháború után nőtt a földdel rendelkezők száma, egyre többen dolgoztak a szolgáltatásban és a közlekedésben. Az első világháború utáni gazdasági válság a falu lakóit is adósságba vetette. A második világháborúban többeket meggyilkoltak, sokan közülük a légitámadások áldozataivá váltak, néhányan pedig örökre eltűntek. Mogyoród tehát nemcsak szemtanúja volt a háborúnak, hanem szenvedő alanya is. Majd az 1944-es „felszabadulást” követően lassanként helyreállt a rend.

## Közélete

### Polgármesterei
- 1990–1994: Holló Miklós (független)[3]
- 1994–1998: Holló Miklós (független)[4]
- 1998–2002: Tóth Sándor (független)[5]
- 2002–2006: Hegedűs József (független)[6]
- 2006–2010: Babicz László (független)[7]
- 2010–2014: Babicz László (Fidesz-KDNP)[8]
- 2014–2019: Paulovics Géza (független)[9]
- 2019–2024: Paulovics Géza (független)[10]
- 2024– : Trabalka Szilvia (független)[1]

## Népesség
A település népességének változása:
Állandó lakossága 2019. január 1-jén: 7021 fő.
| Lakosok száma | 6375 | 6384 | 6893 | 7551 | 8084 | 7974 | 8164 |
|               | 2013 | 2014 | 2018 | 2021 | 2022 | 2023 | 2024 |

A 2011-es népszámlálás során a lakosok 88,1%-a magyarnak, 0,5% cigánynak, 0,6% németnek, 0,8% románnak, 0,2% szlováknak, 0,2% ukránnak mondta magát (11,7% nem nyilatkozott; a kettős identitások miatt a végösszeg nagyobb lehet 100%-nál). A vallási megoszlás a következő volt: római katolikus 44,3%, református 9%, evangélikus 2,1%, görögkatolikus 1%, felekezeten kívüli 16,4% (24,9% nem nyilatkozott).
2022-ben a lakosság 86,7%-a vallotta magát magyarnak, 0,5% cigánynak, 0,5% németnek, 0,5% románnak, 0,3% ukránnak, 0,1-0,1% lengyelnek, szerbnek és szlováknak, 4,8% egyéb, nem hazai nemzetiségűnek (13,1% nem nyilatkozott; a kettős identitások miatt a végösszeg nagyobb lehet 100%-nál). Vallásuk szerint 30,4% volt római katolikus, 8,1% református, 1,5% evangélikus, 0,9% görög katolikus, 0,2% ortodox, 0,1% izraelita, 1,4% egyéb keresztény, 0,8% egyéb katolikus, 15,7% felekezeten kívüli (40,6% nem válaszolt).

## Természeti értékek

### Mogyoródi-patak Helyi Természetvédelmi terület
Mogyoród Nagyközség Önkormányzata lakossági kezdeményezésre 2017-ben helyezte helyi természetvédelem alá a Mogyoródi-patak önkormányzati tulajdonban lévő belterületi szakaszát, ezzel kiemelve a település arculatát meghatározó vízfolyás és környezetének értékét és védelmének szükségességét.

### NATURA 2000 terület
A Veresegyházi-medence elnevezésű Különleges Természetmegőrzési Terület kategóriába tartozó több elkülönülő terület, amelyek közül Mogyoród közigazgatási területéhez 173,8 hektár nagyságú része tartozik.
Natura adatlapon szereplő közösségi jelentőségű élőhelyek:
- Pannon homoki gyepek (6260)* (Pl. a Berektető utcától északra található nagyfeszültségű távvezeték alatt, amelyet illegális terepmotorpályaként használnak.)
- Kékperjés láprétek, meszes, tőzeges vagy agyagbemosódásos talajokon (Molinion caeruleae) (6410)
- Mészkedvelő üde láp- és sásrétek (7230)
- Enyves éger (Alnus glutinosa) és magas kőris (Fraxinus excelsior) alkotta ligeterdők (Alno-Padion, Alnion incanae, Salicion albae) (91E0)*  (a *-gal jelöltek kiemelt jelentőségű közösségi élőhelytípusok)

### Somlyó-hegy
Szent László-kilátó és kápolna, mint épített érték mellett számos országosan védett növény is megtalálhatóak a mogyoródi Somlyó-hegyen, így a tavaszi hérics, a macskahere, a bíboros kosbor, pusztai meténg, és a budai imola egyedei is.

## Nevezetességei
- Katolikus templom (barokk, 1749, egy régi bencés monostor romjaiból épült)
- Kálvária és Nepomuki Szent János szobor (barokk, 17. század)
- Szent László-kilátó és kápolna
- Hungaroring
- Pincesor Mogyoród Nagyközség Önkormányzata 2009-ben helyezte védelem alá a Somlói utca elején található pincesor épületeit, hogy megőrizze a pincék és présházak által meghatározó utcaképet. Az érintett területet a köznyelvben csak pincesorként emlegetik ezt a településrészt, ahol a napjainkban látható présházak egy része már az 1882-es kataszteri térképen is megtalálható volt.
- Fő tér A 2010-es évekig hivatalosan nem létező közterület, de hagyományosan a Dózsa György út – Gödöllői út - Fóti út - Rózsa utca kereszteződésének 2006-ban a Községünkért Mogyoródért Alapítvány és az Önkormányzat által átalakított, díszburkolattal ellátott és díszes gyalogoshíddal kiegészített terület, ahol a táncos pár szobra is megtalálható.[16]
- Aquaréna[17] (aquapark)
- A településtől délre halad el a Csörsz árok

## Mogyoród Települési Értéktár Bizottság
Mogyoród értékei:
- Szent László Kilátó-kápolna (helyi védelem alatt áll, bekerült a Vármmegyei Értéktárba)
- Bebó Károly_ Szent Mihály szobor és Szent Mihály ima
- Nepomuki Szent János szobor
- Mogyoródi pincesor (helyi védelem alatt áll, bekerült a vármegyei értéktárba)
- Hungaroring (bekerült a vármegyei értéktárba)
- Mogyoródi népviselet
- Mogyoródi ostyasütés és ostyahordás hagyománya
- Stációk - mogyoródi római katolikus temető
- Faluház
- Klastromdomb
- Hősök ligete
- Lourdes-i barlang
- Keresztek a háztetőkön és fülkeszobrok
- Út menti keresztek
- Szent Mihály-templom
- Római katolikus plébánia
- Evangélikus templom
- Református templom
- Főtér
- Mogyoródi-patak és forrásvidékei (belterületi szakasza helyi védelem alatt áll)
- Mogyoródi Sándor-huszárok
- Jakab Mihály Népdalkör (többszörös Arany Páva-díjas)
- Don Bosco Nővérek
- Bölcsőske és betlehemezés hagyománya
- Habosduda sütemény
- Mesterasszony konty - hólabda sütemény
- Úrnapja - úrnapi körmenet

## Testvérvárosai
- Madéfalva, Románia, 2009 óta
- Santa Lucia di Piave, Olaszország, 2019 óta

## Híres mogyoródiak
- Itt született Huszár József magyarnóta-énekes.
- Itt született Juhász Jácint Jászai Mari-díjas magyar színész.
- Itt született Varga Magda magyar operaénekesnő, érdemes művész, a Csokonai Színház örökös tagja.
- Itt született Farkas György jogász, politikus, helytörténész, aki megírta Mogyoród történetét (Gidres-gödrös Mogyoród; Mogyoródi évszázadok)[18]

## Képgaléria

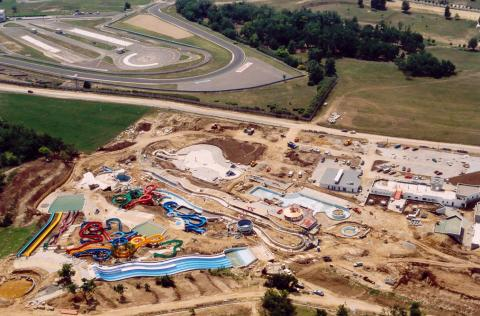
Az Aquapark légi felvételen, háttérben a Forma 1-es Hungaroring pálya
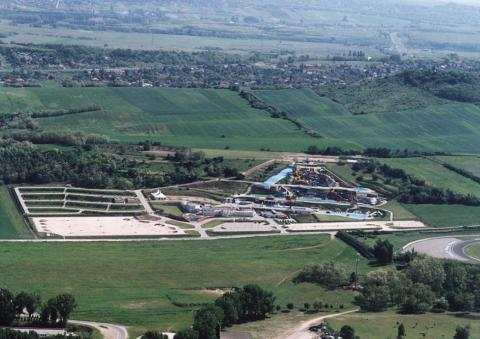
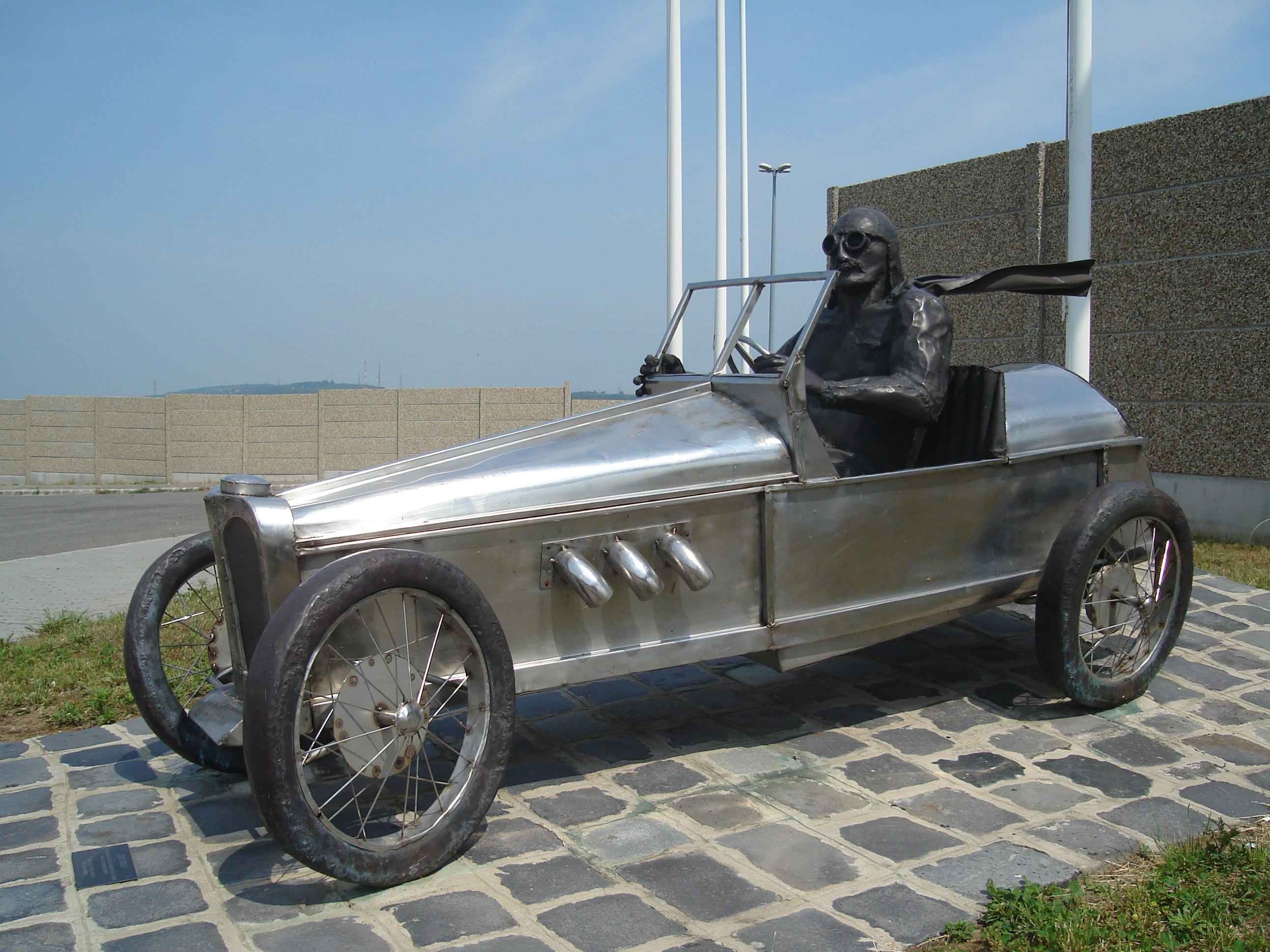
Szisz Ferencnek, az első Grand Prix verseny győztesének szobra a Formula–1 pályán